# Melanalopha lathraea
Melanalopha lathraea är en fjärilsart som beskrevs av Diakonoff 1942. Melanalopha lathraea ingår i släktet Melanalopha och familjen vecklare. Inga underarter finns listade i Catalogue of Life.